# Gipsy.cz
Gipsy.cz — чешская рэп-группа, поющая в стиле romano hip-hop. Участвовала в фестивале Гластонбери 2007 как открытие MTV. Название в переводе с английского переводится как «цыгане» (.cz — интернет-домен для Чехии), так как все участники группы (и бывшие, и нынешние) — цыгане по национальности.

## Евровидение 2009
Группа Gipsy.cz в 2009 году на конкурсе Евровидение приехала в Москву, представлять Чехию. Песня, с которой они выступили на конкурсе в полуфинале, называется «Aven Romale» («Вперёд, цыгане»). В финал конкурса группа не прошла, заняв последнее место в полуфинале и не набрав ни одного балла.

## Дискография
- Romano HipHop (2006)
- Reprezent (2008)
- Desperado (2011)
- Upgrade (2013)